# Società Ginnastica Andrea Doria - Sezione Calcio 1903-1904
Questa voce raccoglie le informazioni riguardanti la Società Ginnastica Andrea Doria nelle competizioni ufficiali della stagione 1903-1904.

## Stagione
Anche in questa stagione l'Andrea Doria non dispone di un campo proprio e disputa le proprie gare interne sul campo di Ponte Carrega.
I biancoblu affrontarono nell'eliminatoria interregionale il Milan, da cui furono sconfitti per una rete a zero.

## Divise
La maglia era biancoblù, con divisione verticale a metà.
| Manica sinistra · Maglietta · Maglietta · Manica destra · Pantaloncini · Calzettoni |

## Organigramma societario
Area direttiva
- Presidente: Zaccaria Oberti

Area tecnica
- Capitano/Allenatore: Francesco Calì

## Rosa
| N. |                   | Ruolo | Calciatore       |
| -- | ----------------- | ----- | ---------------- |
|    | Italia (bandiera) | P     | Salvatore Calì   |
|    | Italia (bandiera) | D     | Rinaldo Amey     |
|    | Italia (bandiera) | D     | Francesco Calì   |
|    | Italia (bandiera) | D     | Riccardo Pippo   |
|    | Italia (bandiera) | C     | Guido Bolognini  |
|    | Italia (bandiera) | C     | Federico D'Amato |

| N. |                   | Ruolo | Calciatore           |
| -- | ----------------- | ----- | -------------------- |
|    | Italia (bandiera) | A     | Vittorio Ansaldo     |
|    | Italia (bandiera) | A     | Giuseppe Bongiovanni |
|    | Italia (bandiera) | A     | Carlo Lancerotto     |
|    | Italia (bandiera) | A     | Mellet               |
|    | Italia (bandiera) | A     | Mario Ravano         |

## Calciomercato
| Acquisti | Acquisti | Acquisti | Acquisti |
| R.       | Nome     | da       | Modalità |
| -------- | -------- | -------- | -------- |

| Cessioni | Cessioni          | Cessioni | Cessioni      |
| R.       | Nome              | a        | Modalità      |
| -------- | ----------------- | -------- | ------------- |
| P        | Angelo Assereto   |          | fine carriera |
| D        | Bella             | Juventus | definitivo    |
| D        | Alberto Delamare  |          | fine carriera |
| A        | Giorgio Venturini |          | fine carriera |

## Risultati

### Prima Categoria

#### Eliminatoria interregionale ligure-lombarda
| Arbitro: | Spensley (Genova) |

|            |           |  |
| Kilpin 75’ | Marcatori |  |

### Torneo FGNI

#### Semifinale
| Arbitro: | Bosisio (Milano) |

|   |           |  |
| ? | Marcatori |  |

#### Finale
| Arbitro: | Bosisio (Milano) |

|   |           |   |
| ? | Marcatori | ? |

### Palla Dapples

#### Finale
| Genova 20 dicembre 1903 Finale        | Genoa     | 1 – 1 | Andrea Doria | Campo Sportivo di Ponte Carrega |
| \| \| \| \| \| ? \| Marcatori \| ? \| |           |       |              |                                 |
|                                       |           |       |              |                                 |
| ?                                     | Marcatori | ?     |              |                                 |

- Il torneo prevedeva che in caso di pareggio, la coppa andasse alla squadra detentrice.

| Genova 26 dicembre 1903 Finale | Genoa | 0 – 0 | Andrea Doria | Campo Sportivo di Ponte Carrega |

- Il torneo prevedeva che in caso di pareggio, la coppa andasse alla squadra detentrice.

| Genova 27 dicembre 1903 Finale      | Genoa     | 1 – 0 | Andrea Doria | Campo Sportivo di Ponte Carrega |
| \| \| \| \| \| ? \| Marcatori \| \| |           |       |              |                                 |
|                                     |           |       |              |                                 |
| ?                                   | Marcatori |       |              |                                 |

| Genova 3 gennaio 1904 Finale          | Genoa     | 6 – 2 | Andrea Doria | Campo Sportivo di Ponte Carrega |
| \| \| \| \| \| ? \| Marcatori \| ? \| |           |       |              |                                 |
|                                       |           |       |              |                                 |
| ?                                     | Marcatori | ?     |              |                                 |

## Statistiche

### Statistiche di squadra
| Competizione    | Punti | In casa | In casa | In casa | In casa | In casa | In casa | In trasferta | In trasferta | In trasferta | In trasferta | In trasferta | In trasferta | Totale | Totale | Totale | Totale | Totale | Totale | DR |
| Competizione    | Punti | G       | V       | N       | P       | Gf      | Gs      | G            | V            | N            | P            | Gf           | Gs           | G      | V      | N      | P      | Gf     | Gs     | DR |
| --------------- | ----- | ------- | ------- | ------- | ------- | ------- | ------- | ------------ | ------------ | ------------ | ------------ | ------------ | ------------ | ------ | ------ | ------ | ------ | ------ | ------ | -- |
| Prima Categoria | 0     | 0       | 0       | 0       | 0       | 0       | 0       | 1            | 0            | 0            | 1            | 0            | 1            | 1      | 0      | 0      | 1      | 0      | 1      | -1 |
| Torneo FGNI     | -     | 1       | 1       | 0       | 0       | 5       | 0       | 1            | 0            | 0            | 1            | 2            | 3            | 2      | 1      | 0      | 1      | 7      | 3      | +4 |
| Palla Dapples   | -     | 0       | 0       | 0       | 0       | 0       | 0       | 4            | 0            | 2            | 2            | 3            | 8            | 4      | 0      | 2      | 2      | 3      | 8      | -5 |
| Totale          | 0     | 1       | 1       | 0       | 0       | 5       | 0       | 6            | 0            | 2            | 4            | 5            | 12           | 7      | 1      | 2      | 4      | 10     | 12     | -2 |

### Statistiche dei giocatori
| Giocatore      | Prima Categoria | Prima Categoria |
| Giocatore      | Presenze        | Reti            |
| -------------- | --------------- | --------------- |
| R. Amey        | 1               | 0               |
| V. Ansaldo     | 1               | 0               |
| G. Bolognini   | 1               | 0               |
| G. Bongiovanni | 1               | 0               |
| F. Calì I      | 1               | 0               |
| S. Calì II     | 1               | -1              |
| F. D'Amato     | 1               | 0               |
| C. Lancerotto  | 1               | 0               |
| Mellet         | 1               | 0               |
| R. Pippo       | 1               | 0               |
| M. Ravano      | 1               | 0               |